# Anastasia (illustratör)
Anastasia, cirka 1400, var en medeltida fransk bokmålare.
Hon nämns av Christine de Pisan som en av sin tids främsta konstnärer.